# Іманайкіно
Імана́йкіно (рос. Иманайкино, марій. Кожлалӱвал) — присілок у складі Волзького району Марій Ел, Росія. Входить до складу Великопаратського сільського поселення.

## Населення
Населення — 24 особи (2010; 35 у 2002).
Національний склад (станом на 2002 рік):
- марі — 100 %